# Voll verkatert
Voll verkatert (OT: Nine Lives) ist eine Filmkomödie aus dem Jahr 2016 mit Kevin Spacey und Jennifer Garner.

## Handlung
Tom Brand ist ein großer Wirtschaftsmagnat in New York, dessen Arbeitssucht seine erste Ehe mit Madison ruiniert hat. Sein erwachsener Sohn David arbeitet jetzt für ihn und strebt nach Anerkennung. Toms Unternehmen FireBrand steht kurz vor der Fertigstellung seiner bisher größten Errungenschaft: dem höchsten Wolkenkratzer in Nordamerika. In der Eröffnungsszene springt Tom mit dem Fallschirm aus einem Flugzeug und landet auf dem Dach des neuen Wolkenkratzers, während David im Flugzeug bleibt und sich weigert, zu springen.
Der elfte Geburtstag von Toms Tochter Rebecca steht vor der Tür; sie wollte schon immer eine Katze, aber ihr Vater weigerte sich stets, ihr eine zu schenken, da er Katzen hasst. Um sie nicht zu enttäuschen, beeilt er sich, ein Geschenk für sie zu besorgen. Doch als er beim Fahren abgelenkt ist, leitet ihn das GPS zu einer Tierhandlung namens „Purrkins Pet Shop“ weiter, in der seltsame und exotische Katzen leben. Der Besitzer des Ladens, Felix Perkins, sagt ihm, dass Tom sich nicht die Katze, sondern die Katze ihn aussucht. Der Kater, der ihn auswählt, heißt Kuschelpuschel (im Original: Mr. Fuzzypants), der, wie Felix sagt, bereits fünf seiner neun Leben aufgebraucht hat. Tom kauft die Katze.
Auf dem Heimweg trifft Tom Ian Cox, einen der Topmanager des Unternehmens, und erfährt, dass ein anderes Gebäude in Chicago voraussichtlich um 20 Meter höher sein wird. Auf dem Dach kommt es zu einem Streit, der damit endet, dass Tom Ian feuert. Als ein Blitz die Antenne trifft, wird Tom vom Dach gerissen, kann sich aber gerade noch am Katzenkorb festhalten, der sich verkeilt hat. Ian versucht nicht, Tom zu helfen, obwohl er die Gelegenheit dazu hat. Schließlich stürzt Tom zusammen mit der Katze im Korb an der Seite des Wolkenkratzers in die Tiefe, doch Tom bleibt an einem Außengerüst hängen, und beide werden durch ein Fenster ins Innere des Gebäudes geschleudert. Als die Rettungskräfte Tom abtransportieren, wird Kuschelpuschel klar, dass Toms Bewusstsein in den Körper der Katze gelangt ist. Der Körper von Tom liegt im Krankenhaus im Koma.
Kuschelpuschel bekommt Besuch von Felix, der weiß, was passiert ist. Beide können miteinander sprechen und verstehen sich. Felix ermahnt ihn, gründlich darüber nachzudenken, wie er in diese Situation hineingeraten ist; sollte er die Antwort nicht finden, könnte es sein, dass er für immer eine Katze bleiben wird. Als Toms Frau Lara und Rebecca Kuschelpuschel nach Hause bringen, verhält er sich in deren Augen seltsam und versucht hartnäckig, sie davon zu überzeugen, dass er tatsächlich Tom ist. Dabei wird ihm langsam klar, wie sehr Tom seine Familie vernachlässigt hat. Er vermutet, dass Lara Tom mit dem Model Josh Myers betrügt, mit dem sie sich Häuser angeschaut hat, und dass sie sich von Tom scheiden lassen will. Dieser Umstand motiviert ihn, zu versuchen, Lara wieder glücklich zu machen. Außerdem erfährt er, dass Ian mit Hilfe des Vorstands versucht, das Unternehmen an die Börse zu bringen, um Tom kaltzustellen, obwohl David versucht, ihn aufzuhalten. Ian entlässt David aus dem Unternehmen und plant, auf der Party zur Eröffnung des neuen Turms bekannt zu geben, dass das Unternehmen verkauft wird.
Schließlich erkennt Rebecca, dass in Kuschelpuschel in Wirklichkeit ihr Vater steckt. Währenddessen liegt Toms Körper im Krankenhaus in einer Krise, und Lara, David und Rebecca gehen zu ihm. Rebecca hat die Katze in ihrem Rucksack dabei. Kurz darauf entschuldigt sich David bei Tom dafür, dass es ihm nicht gelungen ist, das Unternehmen zu retten, nimmt Toms Ausweis an sich und deutet an, dass er im Turm Selbstmord begehen wird. Im Krankenhaus planen Lara und Dr. Cole, dass Lara eine Verfügung unterschreiben soll, aufgrund der Tom nicht reanimiert werden soll, wenn sein Herz aufhört zu schlagen. Rebecca ruft der Katze zu, sie solle beweisen, dass sie wirklich Tom ist, aber diese erinnert sich daran, was Felix über Liebe als Opfer gesagt hat, und beschließt, stattdessen David zu retten und damit seine einzige Chance, seine Menschlichkeit wiederzugewinnen, zu opfern.
Am Turm springt David vom Gebäude, und die Katze springt ihm hinterher. Dann stellt sich heraus, dass David einen Fallschirm trägt. Er öffnet ihn und landet inmitten der Veranstaltung, präsentiert die Satzung des Unternehmens und verkündet, dass er nun die 51 % des Aktienanteils seines Vaters vertritt. Er sagt, dass das Unternehmen ein Familienunternehmen bleiben wird und entlässt Ian. Obwohl die Katze nicht bei der Landung zu sehen ist, erwacht Tom gerade rechtzeitig aus dem Koma, um Davids Ankündigung im Fernsehen zu sehen. Währenddessen trifft Ian auf Felix. Dieser sagt ihm, dass er das Handy-Gespräch beenden solle. Ian ignoriert ihn und wird von einem Auto erfasst, woraufhin sich sein Bewusstsein auf eine Katze überträgt, die Felix in seinen Laden mitnimmt.
Tom und Rebecca kehren zu Felix zurück, und Tom fragt ihn, ob er auch Hunde abgibt. Felix sagt, dass er das nicht tut, stellt aber Kuschelpuschel vor, der jetzt schon 6 Leben verbraucht hat. Die Katze bekommt nun ein neues Zuhause in der Familie Brand.

## Kritik
„Sympathische Körpertauschkomödie, die Katzen-Slapstick-Action mit kratzbürstigen Dialogen des ideal besetzten Stars Kevin Spacey verbindet. Holprigkeiten bei den Effekten werden durch solide Darstellerleistungen wett[ge]macht.“